# Zebra stepní
Zebra stepní (Equus quagga) je velký lichokopytník z čeledi koňovitých (Equidae) rozšířený na travnatých planinách a v řídce porostlých savanách ve východní, střední a jižní Africe. V současné době se jedná také o nejhojnější ze 3 žijících druhů zeber. Populace se odhaduje na přibližně 500 000 jedinců.

## Poddruhy
- zebra Böhmova (Equus quagga boehmi)
- zebra bezhřívá (Equus quagga borensis)
- zebra Burchellova (Equus quagga burchellii)
- zebra Chapmanova (Equus quagga chapmani)
- zebra Crawshayova (Equus quagga crawshayi)
- zebra kvaga (Equus quagga quagga) – vyhynulá

Případné další poddruhy:
- zebra damarská (Equus quagga antiquorum)
- zebra zambezská (Equus quagga zambeziensis)
- Equus quagga selousi

## Synonyma
- Equus burchelli
- Zebra bezhřívá
- Equus burchellii selousii
- Zebra Selousova

## Popis
- Hmotnost: 220–330 kg
- Délka těla: 210–250 cm
- Výška v kohoutku: 120–140 cm
- Ocas: 43–57 cm

Tyto zebry mají velice proměnlivou kresbu, a to jak v rámci jednotlivých poddruhů, tak i mezi jednotlivci. Směrem k jihu celkového areálu jsou pruhy obvykle světlejší. Těla má zebra stepní válcovité a nohy štíhlé; končetina prodělala vývoj, během kterého se zachoval jen třetí prst, který je silný a opatřený kopytem. Na hřebeni krku je malá vztyčená hříva. Zuby jsou přizpůsobeny k okusování a drcení potravy. Řezáky jsou žiletkovité a velké třenové zuby i stoličky mají na povrchu tvrdé lišty. Lebka zebry je protáhlá, protože se do čelistí musejí vejít velké zuby. Zebra stepní má také dlouhý krk a hlavu a dlouhé, štíhlé končetiny. Má také hlubokou hruď, středně dlouhý ocas, který je zakončený střapcem chlupů a velmi pohyblivé pysky a nozdry. Jejich oči mají oválné zorničky a jsou na stranách hlavy, což zvířeti umožňuje, že má rozhled na všechny strany. Zrak mají zebry jak ve dne, tak v noci výborný. Uši mají dlouhé a umožňují jim otáčet se při lokalizaci zvuků, aniž by zvíře muselo hnout tělem. Mimo jiné mají také vynikající ostrý sluch. Další charakteristika pro zebru stepní je ztráta hřívy ve věku 3 let.
Základní zbarvení může být bílé až nažloutlé a pruhy světle hnědé až téměř černé.

## Ekologie
Zebry stepní žijí ve stádech vedených jedním hřebcem a je tvořeno několika klisnami a jejich mláďaty. Počet jedinců ve stádu se pohybuje kolem 4 až 8, někdy i 15. Po dosažení dospělosti jsou jedinci obou pohlaví vyhnáni ze stáda a hledají si nové partnery. Hřebci, kteří dospívají, žijí v malých skupinách a snaží se získat harém, který získávají pomocí soubojů, při kterých se navzájem koušou a kopou předníma i zadníma nohama. Hřebci zebry stepní si své harémy chrání, ale nejsou tak agresivní jako ostatní druhy zeber. Dávají o sobě ale značně vědět hlasitým říháním, které jde slyšet především v noci.

### Potrava
Jídelníček zeber stepních se skládá hlavně z trávy, někdy z listů nebo kůry, na které chodí zebry hlavně ráno nebo večer, kdy opouštějí své stinné úkryty.

### Rozmnožování
Samice rodí asi po roční březosti pouze jedno mládě, které váží kolem 30 kg. Matka ho ale přikrmuje mateřským mlékem až 16 měsíců, i když po pár dnech přijímají už rostlinnou potravu. Pohlavní dospělosti dosahují dříve samice (1,5–2 roky), než samci, kteří se mohou pářit a usilovat o partnerky až ve věku 4 let.
V zajetí se mohou zebry stepní dožít až 40 let.

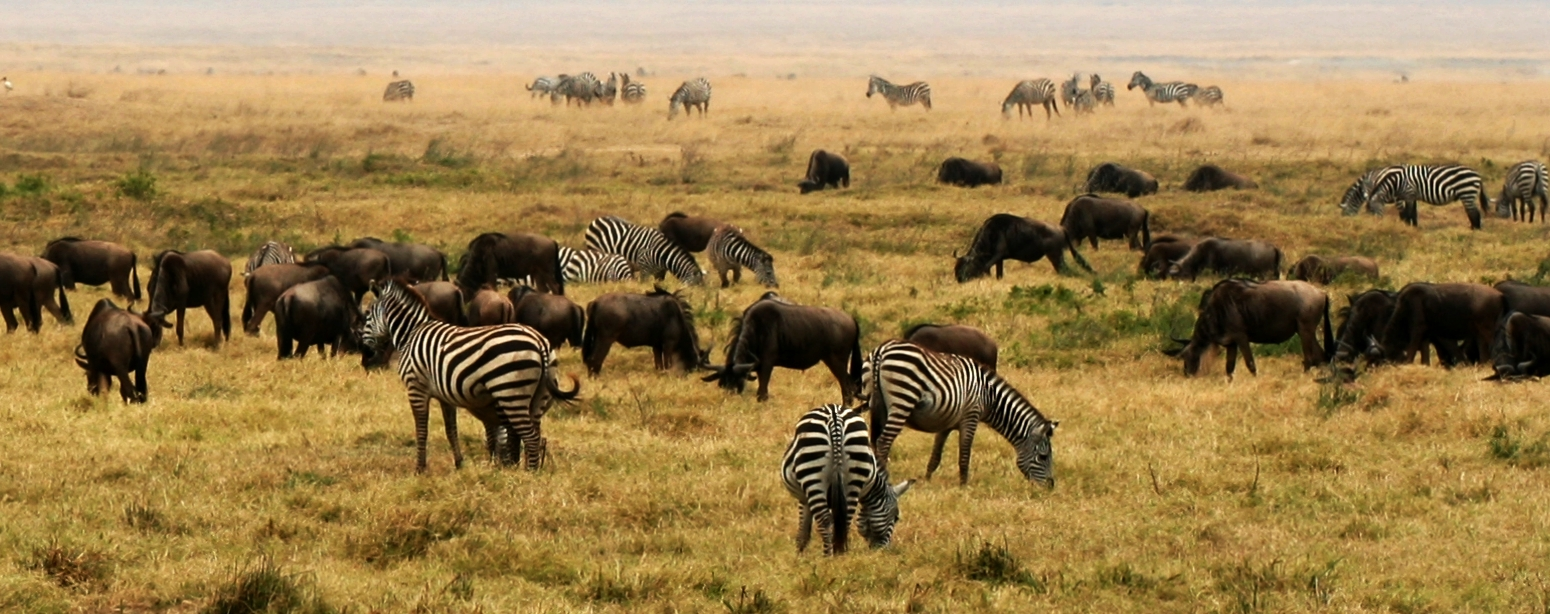
Zebry stepní a pakoni žíhaní (Connochaetes taurinus) v Tanzanii (střední Afrika).

## Chov v zoo
Zebra stepní je chována v Česku a rovněž v celé Evropě v čtyřech poddruzích. Nejvýznamnějším českým chovatelem je Zoo Dvůr Králové, v níž jsou k vidění všechny čtyři poddruhy. Přestože je v českých zoo nejvíce zastoupena zebra Chapmanova, v rámci Evropy je nejčastějším poddruhem zebra Böhmova.
Zebru Böhmovu (Equus quagga boehmi) chovaly v Česku ke konci roku 2017 dvě zoologické zahrady:
- Zoo Dvůr Králové
- Zoo Praha

V Zoo Praha byl chov v roce 2019 ukončen.
Zebru bezhřívou (Equus quagga borensis) chovaly v Česku ke konci roku 2017 tři zoo. V roce 2018 se počet chovatelů rozšířil na čtyři:
- Zoo Dvůr Králové nad Labem
- Zoo Liberec
- Zoo Praha – od 2018, dovoz ze Zoo Dvůr Králové
- Zoo Zlín

Na Slovensku je zebra bezhřívá od roku 2019 opět chována v Zoo Košice a od roku 2020 v Zoo Bojnice, kam byl dovezen pár ze Safari parku Borysew v Polsku.
V říjnu 2018 bylo v zoologických zahradách na celém světě chováno jen 39 zeber bezhřívých, nadpoloviční většina, konkrétně 22 jedinců, byla přitom v rámci českých zoo. Na počátku roku 2020 byl tento poddruh chován jen v 10 evropských zoo.
Zebru Burchellovu neboli damarskou (Equus quagga burchellii) chovaly v Česku ke konci roku 2017 tyto zoo:
- Zoo Dvůr Králové
- Zoo Jihlava

Zebru Chapmanovu (Equus quagga chapmani) chovaly v Česku ke konci roku 2017 tyto zoo:
- Zoo Brno
- Zoo Dvůr Králové
- Zoo Hodonín
- Zoo Liberec
- Zoo Olomouc
- Zoo Plzeň

Na Slovensku je chována v Zoo Bratislava, Zoo Košice a Zoo Spišská Nová Ves

### Chov v Zoo Praha
V Zoo Praha byla dlouhou dobu chována zebra Böhmova (Equus quagga boehmi). Historie chovu tohoto poddruhu sahá až do roku 1949. Od té doby byly zebry Böhmovy v zoo až do roku 1970. Následně se vrátily po delší odmlce až v roce 2004, stádo ovšem sestávalo pouze ze samic. Samec Henry přicestoval v roce 2014 z Hannoveru. Po spojení se samicemi Istrií, Korsikou a Dalmácií vzniklo chovné stádo. První přírůstek v nové etapě chovu přišel na svět v roce 2015 (byl pojmenován Dante). Další následoval v závěru srpna 2018. Zebry Böhmovy byly chovány v horní části zoo poblíž expozičního celku amerických zvířat. Chov tohoto poddruhu byl ukončen v roce 2019.
Od října 2018 se ve stejném prostoru nachází zebry bezhřívé (Equus quagga borensis), když byla dovezena matka se synem, pocházející ze Zoo Dvůr Králové. Nejprve byly oba poddruhy chovány společně, později zůstaly právě jen vzácněji chované zebry bezhřívé, které v létě 2020 chovalo jen 12 evropských zoo, z toho čtyři v Česku. Na konci roku 2019 byl chován jeden samec a tři samice. V červenci 2020 byl dovezen samec ze Zoo Liberec.

## Galerie

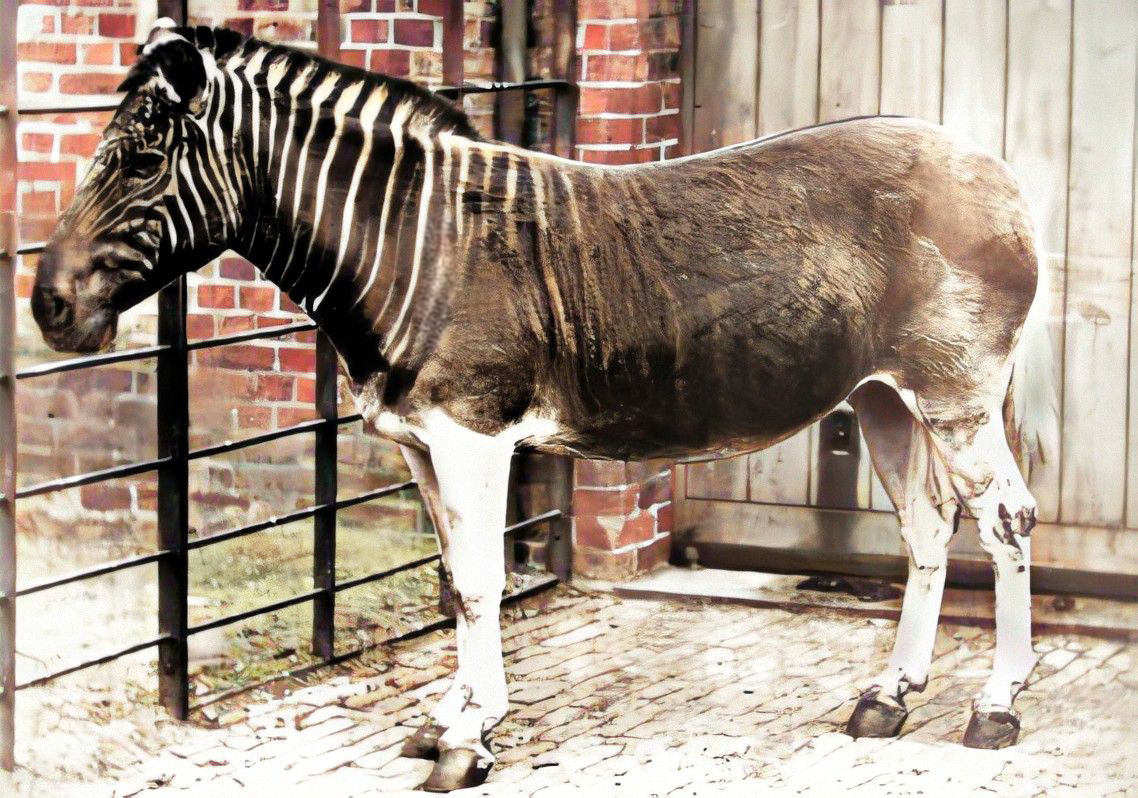
Vyhynulý poddruh E. q. quagga
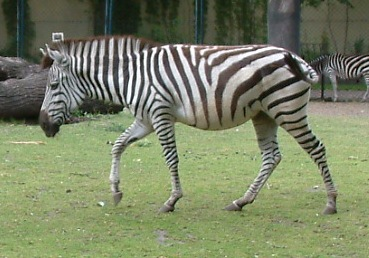
Poddruh E. q. boehmi
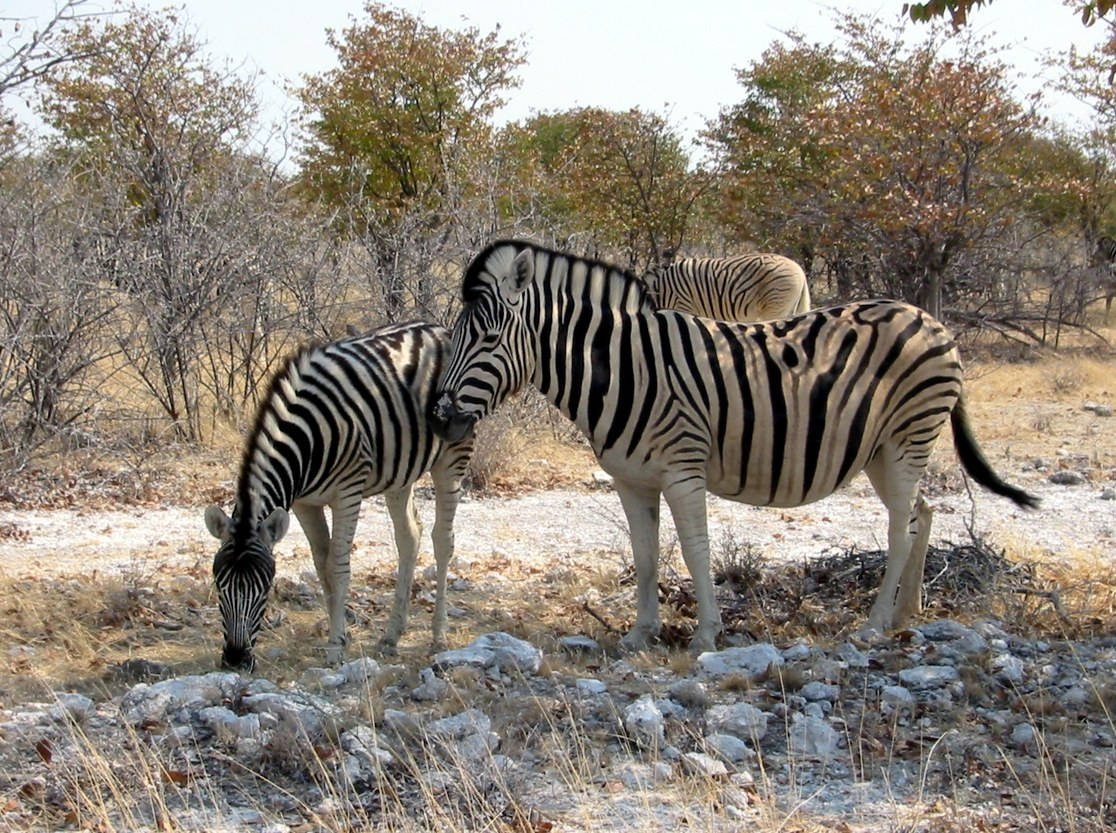
Poddruh E. q. burchellii
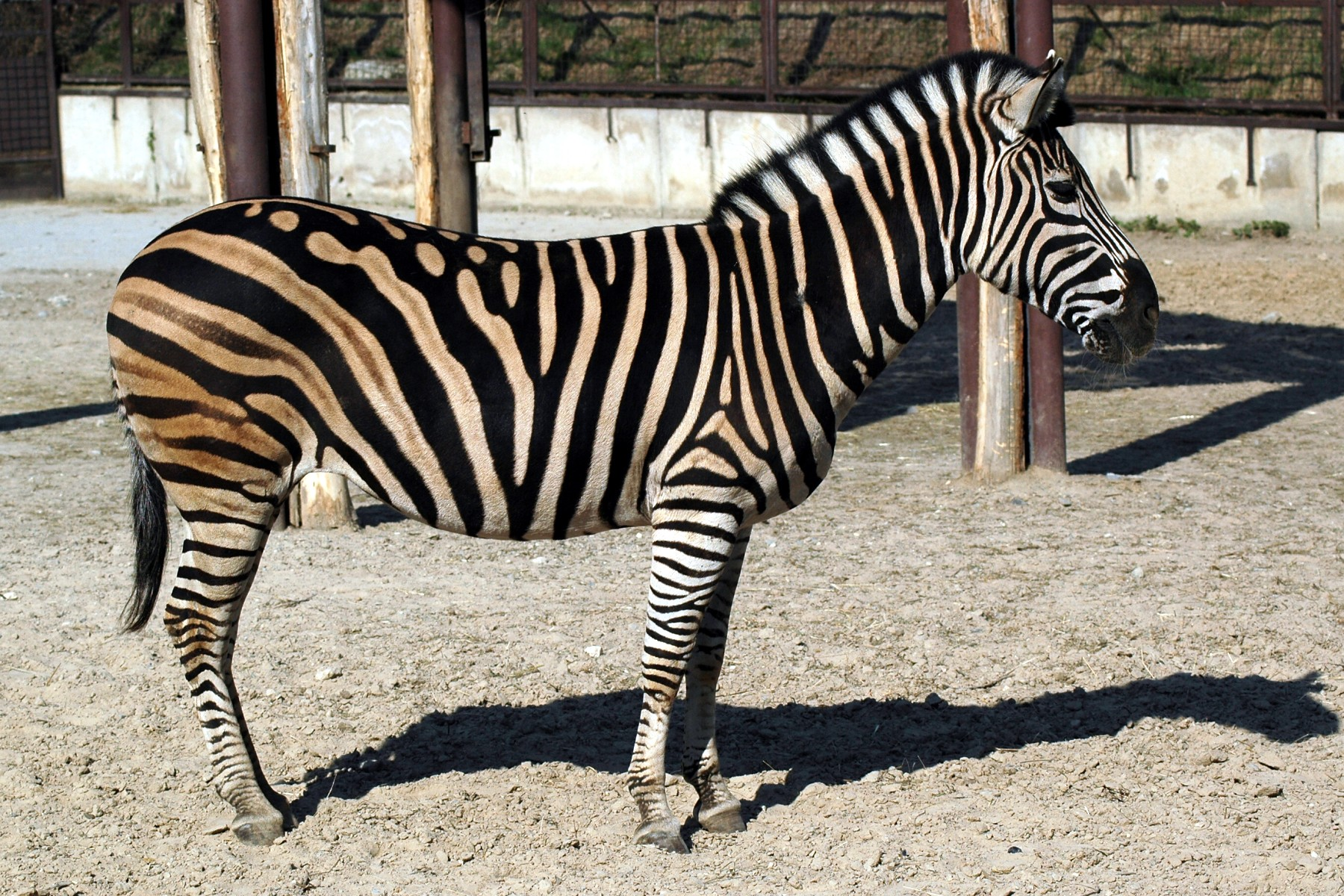
Poddruh E. q. chapmani